# C4H3F7O
化学式C4H3F7O（摩尔质量：200.055 g/mol）可以指：
- 七氟烷，CAS号：28523-86-6
- BAX-3224，CAS号：35042-98-9

|  | 这个同类索引页列出了具有相同分子式的化学物（即同分異構體）条目。 除非您是有意链接至本页，否则应将相应条目的内部链接指向正确的条目。 |